# 伯勒謝什蒂鄉 (加拉茨縣)
46°05′55″N 27°40′13″E / 46.09861°N 27.67028°E
伯勒謝什蒂鄉（羅馬尼亞語：Comuna Bălășești, Galați），是羅馬尼亞的鄉份，位於該國東部，由加拉茨縣負責管轄，面積65平方公里，海拔高度162米，2007年人口2,562，人口密度每平方公里40人。